# Some Great Reward
Some Great Reward is een album van de Depeche Mode uit 1984.
Some Great Reward van Depeche Mode kwam de Album Top 50 binnen op 13 oktober 1984.

## Inleiding
Some Great Reward was het vierde album van Depeche Mode. De eerste twee albums, Speak & Spell en A Broken Frame haalden de hitlijsten helemaal niet. De voorganger Construction Time Again was een klein succesje. Some Great Reward was het eerste album dat de top 20 haalde met een 18e plaats, het succes was waarschijnlijk mede gedreven door de succesvolle single People Are People.
Daarna worden nog Master And Servant en Somebody uitgebracht als single, waarvan de eerste niet verder komt dan de tipparade en de laatste een bescheiden hitje is.
De LP zelf staat vol met prachtige nummers. Op de binnenhoes staan de teksten van alle nummers uitgeprint, de nummers staan in een andere volgorde dan op het album. Alle nummers zijn geschreven door Martin Gore, behalve If You Want To, dat geschreven is door Alan Wilder. Overigens staat op de buitenhoes dit laatste nummer als 'If You Want To', op de binnenhoes is de titel 'If You Want'.
Op het album zijn industrial invloeden hoorbaar, zoals het eerste geluid bij People Are People. Overigens zijn die geluiden, anders dan bij bands als Einstürzende Neubauten, niet met industriële materialen zoals ijzer en buizen gemaakt, maar komen ze uit de synthesizer.
Blasphemous Rumours is een ballad waarin wordt verteld over een meisje dat na aan mislukte zelfmoordpoging op haar 16e alsnog aan haar einde komt door en een bijna fataal auto-ongeluk en een kort ziekbed wanneer ze 18 is. God wordt in het refrein beschuldigd van "a sick sense of humour" en "when I die, I expect to find him laughing". Er staan nog twee ballads op de plaat, namelijk It Doesn't Matter en Somebody. Vooral het laatste nummer is een gevoelige song waarin de ik-persoon naarstig op zoek is naar een geliefde die hem begrijpt.
Het nummer Master And Servant heeft een SM-thema, inclusief zweepslagen en bijpassende tekst ("With you on top and me underneath. Forget all about equality"). Hoewel niet erg succesvol als single, deed dit nummer het erg goed in alternatieve danscircuit.

## Musici
- Martin Gore (synthesizer, sampler (1, 2, 3), de belangrijkste zang (4, 6), backing vocals, bass guitar (2))
- Alan Wilder (synthesizer, sampler (7, 8, 9), vaten (5), koor (1, 3, 5, 6, 7, 8, 9), piano (6))
- Dave Gahan (main zang (alle nummers (behalve 4 en 6)), drums (5))
- Andrew Fletcher (synthesizer, zang, piano (1))

## Muziek
| Nr. | Titel               | Duur |
| --- | ------------------- | ---- |
| 1.  | Something to Do     | 3:47 |
| 2.  | Lie to Me           | 5:03 |
| 3.  | People Are People   | 3:52 |
| 4.  | It Doesn't Matter   | 4:44 |
| 5.  | Stories of Old      | 3:13 |
| 6.  | Somebody            | 4:27 |
| 7.  | Master and Servant  | 4:12 |
| 8.  | If You Want         | 4:41 |
| 9.  | Blasphemous Rumours | 6:22 |

## Album Top 100
Het album stond totaal negen weken in de Nederlandse albumlijst, waarbij het vijf keer terugkeerde na één of twee weken in de lijst te hebben gestaan.
|          | binnen: 27-10-1984 | binnen: 27-10-1984 | binnen: 05-01-1985 | binnen: 19-01-1985 | binnen: 02-02-1985 | binnen: 23-02-1985 | binnen: 09-03-1985 | binnen: 09-03-1985 | binnen: 09-03-1985 |
| Week:    | 1                  | 2                  | 3                  | 4                  | 5                  | 6                  | 7                  | 8                  | 9                  |
| -------- | ------------------ | ------------------ | ------------------ | ------------------ | ------------------ | ------------------ | ------------------ | ------------------ | ------------------ |
| Positie: | 35                 | 45                 | 44                 | 47                 | 45                 | 41                 | 48                 | 45                 | 34                 |